# Daimaou Kosaka
Kazuhito Kosaka (japonsky 古坂和仁, Kosaka Kazuhito; * 17. července 1973 Aomori), známější pod uměleckými jmény Daimaou Kosaka (japonsky 古坂大魔王, Kosaka Daimaō; volně přeloženo jako „Kosaka, velký král démonů“) a Pikotaro (japonsky ピコ太郎, Pikotarō), je japonský komik, televizní osobnost a bavič. Sám trvá na tom, že Pikotaro je ve skutečnosti jiná jím propagovaná osobnost, ale ve skutečnosti jsou považováni za jednu a tutéž osobu. V současné době má uzavřenou smlouvu se společností Avex Management Inc. v rámci Avex Group.
Jeho nejznámější singl je „PPAP (Pen-Pineapple-Apple-Pen)“.
Během cesty amerického prezidenta Donalda Trumpa do Asie na podzim 2017 byl vybrán, aby zazpíval na oficiální státní recepci, údajně kvůli přání japonského premiéra Šinzó Abeho udržet „optimistickou náladu“.
Je také známý díky ztvárnění role Muruje Hakataminamiho v seriálu Mashin Sentai Kiramager (2020–2021).

## Osobní život
Dne 3. srpna 2017 se oženil s modelkou Hitomi Jasuedovou. Dne 17. června 2018 se jim narodila první dcera.

## Diskografie

### Alba

#### Studijní alba
| Název | Detaily alba                                                                     | Nejvyšší pozice v žebříčku | Nejvyšší pozice v žebříčku |
| Název | Detaily alba                                                                     | JPN                        | JPN Physical               |
| ----- | -------------------------------------------------------------------------------- | -------------------------- | -------------------------- |
| PPAP  | - Vydáno: 7. prosince 2016 - Vydavatel: Avex Trax - Formáty: CD, stahování hudby | 5                          | 3                          |

### Singly
| Název                            | Rok  | Nejvyšší pozice v žebříčku | Nejvyšší pozice v žebříčku | Nejvyšší pozice v žebříčku | Album |
| Název                            | Rok  | JPN                        | CAN                        | US                         | Album |
| -------------------------------- | ---- | -------------------------- | -------------------------- | -------------------------- | ----- |
| „PPAP (Pen-Pineapple-Apple-Pen)“ | 2016 | 1                          | 36                         | 77                         | PPAP  |

#### Další singly
| Název                        | Rok  | Nejvyšší pozice v žebříčku | Nejvyšší pozice v žebříčku | Nejvyšší pozice v žebříčku | Album |
| Název                        | Rok  | JPN                        | CAN                        | US                         | Album |
| ---------------------------- | ---- | -------------------------- | -------------------------- | -------------------------- | ----- |
| „The Theme Song of Pikotaro“ | 2016 | —                          | —                          | —                          | —     |
| „Romita Hashinikov“          | 2016 | —                          | —                          | —                          | —     |
| „Kashite Kudasaiyo“          | 2016 | —                          | —                          | —                          | —     |
| „Neo Sunglasses“             | 2016 | —                          | —                          | —                          | —     |
| „PPAP vs. Axel F.“           | 2016 | —                          | —                          | —                          | —     |
| „I Like OJ“                  | 2017 | —                          | —                          | —                          | —     |

## Filmografie
Ztvárňuje Muruje Hakataminamiho (majitele společnosti Carat, mentora Kiramagerů a mladšího bratra Kirameie Silvera) v seriálu Mashin Sentai Kiramager. Jeho role Pikotara (především při tvorbě PPAP) byla mnohokrát vyzdvižena:
- V hlavní základně lze vidět plakát s nápisem „Perfect Performance And Physical“ ve stylu akrostichu.
- V předtitulkové scéně 16. epizody drží Juuru ananas a jablko, přičemž se ptá, zda Mixelan (nový mecha a míchačka na cement) umí míchat ovoce. Hakataminami stojí po celou dobu vedle něj.
- Ve filmu zpívá píseň s vážností, aby probudil tým během boje s příšerou s motivem snu.